# Caribbean Cup 1998
De Caribbean Cup 1998 was de 10e editie van het internationale voetbaltoernooi voor de leden van de Caraïbische Voetbalunie (CFU). Het toernooi werd van 22 juli tot en met 31 juli 1998 gehouden in Trinidad en Tobago en Jamaica. De twee gastlanden bereikten beide de finale, die gespeeld werd in Trinidad en Tobago. Jamaica won met 2–1 en werd voor de tweede keer in de historie kampioen van Caribbean. Voordat het toernooi van start ging konden landen zich kwalificeren door een kwalificatietoernooi. Dat kwalificatietoernooi werd eerder in het jaar gehouden.
De nummers 1 en 2 van dit toernooi om de Caribbean Cup mogen ook meedoen aan de CONCACAF Gold Cup 2000. De nummer 3 (Haïti) mag deelnemen aan de kwalificatieronde van dat toernooi.

## Deelnemers
| Ronde                      | Landen | Aantal |
| -------------------------- | --- | ------ |
| Starten in de Kwalificatie | Groep 1 - Nederlandse Antillen - Aruba - Suriname - Frans-Guyana Groep 2 - Martinique - Saint Lucia - Saint Vincent en de Grenadines - Barbados Groep 3 - Dominica - Saint Kitts en Nevis - Guadeloupe - Britse Maagdeneilanden Groep 4 - Antigua en Barbuda - Grenada - Guyana - Anguilla Groep 5 - Haïti - Dominicaanse Republiek - Puerto Rico - Amerikaanse Maagdeneilanden Groep 6 - Kaaimaneilanden - Cuba - Bermuda - Turks- en Caicoseilanden | 24     |
| Start in Groepsfase        | - Trinidad en Tobago (titelhouder/gastland) - Jamaica (gastland) | 2      |

## Kwalificatie

### Groep 1
| Team                 | Gsp | W | G | V | DV | DT | DS | Ptn |
| -------------------- | --- | - | - | - | -- | -- | -- | --- |
| Nederlandse Antillen | 3   | 2 | 1 | 0 | 6  | 4  | +2 | 7   |
| Aruba                | 3   | 1 | 1 | 1 | 4  | 4  | 0  | 4   |
| Suriname             | 3   | 0 | 3 | 0 | 8  | 8  | 0  | 3   |
| Frans-Guyana         | 3   | 0 | 1 | 2 | 3  | 5  | –2 | 1   |

Alle wedstrijden werden gespeeld in Aruba.
| 3 maart 1998 | Aruba                | 1 – 0 | Frans-Guyana         |
| 3 maart 1998 | Suriname             | 3 – 3 | Nederlandse Antillen |
| 5 maart 1998 | Suriname             | 2 – 2 | Frans-Guyana         |
| 5 maart 1998 | Aruba                | 0 – 1 | Nederlandse Antillen |
| 7 maart 1998 | Nederlandse Antillen | 2 – 1 | Frans-Guyana         |
| 7 maart 1998 | Aruba                | 3 – 3 | Suriname             |

### Groep 2
| Team                           | Gsp | W | G | V | DV | DT | DS | Ptn |
| ------------------------------ | --- | - | - | - | -- | -- | -- | --- |
| Martinique                     | 3   | 2 | 0 | 1 | 7  | 6  | +1 | 6   |
| Saint Lucia                    | 3   | 2 | 0 | 1 | 6  | 5  | +1 | 6   |
| Saint Vincent en de Grenadines | 3   | 1 | 0 | 2 | 9  | 8  | +1 | 3   |
| Barbados                       | 3   | 1 | 0 | 2 | 6  | 9  | –3 | 3   |

Alle wedstrijden werden gespeeld in Castries (Saint Lucia).
| 18 maart 1998 | Saint Lucia                    | 2 – 1 | Barbados                       |
| 18 maart 1998 | Saint Vincent en de Grenadines | 4 – 1 | Martinique                     |
| 20 maart 1998 | Martinique                     | 4 – 1 | Barbados                       |
| 20 maart 1998 | Saint Lucia                    | 3 – 2 | Saint Vincent en de Grenadines |
| 22 maart 1998 | Saint Lucia                    | 1 – 2 | Martinique                     |
| 22 maart 1998 | Barbados                       | 4 – 3 | Saint Vincent en de Grenadines |

### Groep 3
| Team                   | Gsp | W | G | V | DV | DT | DS  | Ptn |
| ---------------------- | --- | - | - | - | -- | -- | --- | --- |
| Dominica               | 3   | 2 | 1 | 0 | 7  | 3  | +4  | 7   |
| Saint Kitts en Nevis   | 3   | 2 | 0 | 1 | 7  | 3  | +4  | 6   |
| Guadeloupe             | 3   | 1 | 1 | 1 | 5  | 3  | +2  | 4   |
| Britse Maagdeneilanden | 3   | 0 | 0 | 3 | 1  | 11 | –10 | 0   |

Alle wedstrijden werden gespeeld in Saint Kitts en Nevis.
| 1 april 1998 | Saint Kitts en Nevis | 4 – 0 | Britse Maagdeneilanden |
| 1 april 1998 | Dominica             | 1 – 1 | Guadeloupe             |
| 3 april 1998 | Saint Kitts en Nevis | 1 – 2 | Dominica               |
| 3 april 1998 | Guadeloupe           | 3 – 0 | Britse Maagdeneilanden |
| 5 april 1998 | Saint Kitts en Nevis | 2 – 1 | Guadeloupe             |
| 5 april 1998 | Dominica             | 4 – 1 | Britse Maagdeneilanden |

### Groep 4
| Team               | Ptn | Gsp | W | G | V | DV | DT | DS  |
| ------------------ | --- | --- | - | - | - | -- | -- | --- |
| Antigua en Barbuda | 7   | 3   | 2 | 1 | 0 | 11 | 3  | +8  |
| Grenada            | 6   | 3   | 2 | 0 | 1 | 17 | 4  | +13 |
| Guyana             | 4   | 3   | 1 | 1 | 1 | 17 | 4  | +13 |
| Anguilla           | 0   | 3   | 0 | 0 | 3 | 1  | 35 | –34 |

Alle wedstrijden werden gespeeld in Saint John's (Antigua).
| 15 april 1998 | Grenada            | 14 – 1 | Anguilla |
| 15 april 1998 | Antigua en Barbuda | 2 – 2  | Guyana   |
| 17 april 1998 | Antigua en Barbuda | 7 – 0  | Anguilla |
| 17 april 1998 | Grenada            | 2 – 1  | Guyana   |
| 19 april 1998 | Antigua en Barbuda | 2 – 1  | Grenada  |
| 19 april 1998 | Guyana             | 14 – 0 | Anguilla |

### Groep 5
| Team                   | Gsp            | W              | G              | V              | DV             | DT             | DS             | Ptn            |
| ---------------------- | -------------- | -------------- | -------------- | -------------- | -------------- | -------------- | -------------- | -------------- |
| Haïti                  | 2              | 2              | 0              | 0              | 9              | 0              | +9             | 6              |
| Dominicaanse Republiek | 2              | 1              | 0              | 1              | 3              | 6              | –3             | 3              |
| Puerto Rico            | 2              | 0              | 0              | 2              | 1              | 7              | –6             | 0              |
| Britse Maagdeneilanden | teruggetrokken | teruggetrokken | teruggetrokken | teruggetrokken | teruggetrokken | teruggetrokken | teruggetrokken | teruggetrokken |

Alle wedstrijden werden gehouden in Port-au-Prince (Haïti).
| 11 maart 1998 | Haïti                  | 4 – 0 | Puerto Rico            |
| 13 maart 1998 | Dominicaanse Republiek | 3 – 1 | Puerto Rico            |
| 15 maart 1998 | Haïti                  | 5 – 0 | Dominicaanse Republiek |

### Groep 6
| Team                     | Ptn            | Gsp            | W              | G              | V              | DV             | DT             | DS             |
| ------------------------ | -------------- | -------------- | -------------- | -------------- | -------------- | -------------- | -------------- | -------------- |
| Kaaimaneilanden          | 4              | 2              | 1              | 1              | 0              | 4              | 2              | +2             |
| Cuba                     | 4              | 2              | 1              | 1              | 0              | 4              | 3              | +1             |
| Bermuda                  | 0              | 2              | 0              | 0              | 2              | 1              | 4              | –3             |
| Turks- en Caicoseilanden | teruggetrokken | teruggetrokken | teruggetrokken | teruggetrokken | teruggetrokken | teruggetrokken | teruggetrokken | teruggetrokken |

Alle wedstrijden werden gespeeld op de Kaaimaneilanden.
| 6 mei 1998  | Kaaimaneilanden | 2 – 2 | Cuba    |
| 8 mei 1998  | Cuba            | 2 – 1 | Bermuda |
| 10 mei 1998 | Kaaimaneilanden | 2 – 0 | Bermuda |

## Gekwalificeerde landen
| Ploeg                | Kwalificatie      | Aantal deelnames | Beste prestatie |
| -------------------- | ----------------- | ---------------- | --------------- |
| Trinidad en Tobago   | Kampioen/Gastland | 10               | Winnaar         |
| Jamaica              | Gastland          | 7                | Winnaar         |
| Nederlandse Antillen | nr. 1 Groep 1     | 2                | Vierde          |
| Martinique           | nr. 1 Groep 2     | 8                | Winnaar         |
| Dominica             | nr. 1 Groep 3     | 2                | Groepsfase      |
| Antigua en Barbuda   | nr. 1 Groep 4     | 4                | Groepsfase      |
| Haïti                | nr. 1 Groep 5     | 3                | Groepsfase      |
| Kaaimaneilanden      | nr. 1 Groep 6     | 4                | Vierde          |

## Groepsfase

### Groep A
| Team               | Gsp | W | G | V | DV | DT | DS  | Ptn |
| ------------------ | --- | - | - | - | -- | -- | --- | --- |
| Trinidad en Tobago | 3   | 3 | 0 | 0 | 13 | 3  | +10 | 9   |
| Antigua en Barbuda | 3   | 2 | 0 | 1 | 9  | 5  | +4  | 6   |
| Martinique         | 3   | 1 | 0 | 2 | 7  | 8  | –1  | 3   |
| Dominica           | 3   | 0 | 0 | 3 | 2  | 15 | –13 | 0   |

|              |                                       |       |                                          |                                                           |
| 22 juli 1998 | Trinidad en Tobago                    | 3 – 2 | Antigua en Barbuda                       | Hasely Crawford Stadium Port of Spain, Trinidad en Tobago |
| 22 juli 1998 | Irasto Knights 13' 29' Stern John 39' |       | Ranjae Christian 37' Derrick Edwards 85' | Hasely Crawford Stadium Port of Spain, Trinidad en Tobago |

|              |                                                 |       |                    |                                                           |
| 22 juli 1998 | Martinique                                      | 5 – 1 | Dominica           | Hasely Crawford Stadium Port of Spain, Trinidad en Tobago |
| 22 juli 1998 | Rudolphe Rano 28' 29' 42' 72' Dean Modestin 88' |       | Ronnie Gustave 63' | Hasely Crawford Stadium Port of Spain, Trinidad en Tobago |

|              |                    |       |                          |                                                           |
| 24 juli 1998 | Trinidad en Tobago | 2 – 1 | Martinique               | Hasely Crawford Stadium Port of Spain, Trinidad en Tobago |
| 24 juli 1998 | Stern John 56' 90' |       | Fred Nazaire Sorbert 79' | Hasely Crawford Stadium Port of Spain, Trinidad en Tobago |

|              |                                        |       |                    |                                                           |
| 24 juli 1998 | Antigua en Barbuda                     | 2 – 1 | Dominica           | Hasely Crawford Stadium Port of Spain, Trinidad en Tobago |
| 24 juli 1998 | Derrick Edwards 6' Winston Roberts 51' |       | Ronnie Gustave 59' | Hasely Crawford Stadium Port of Spain, Trinidad en Tobago |

|              |                                                                        |       |          |                                                           |
| 26 juli 1998 | Trinidad en Tobago                                                     | 8 – 0 | Dominica | Hasely Crawford Stadium Port of Spain, Trinidad en Tobago |
| 26 juli 1998 | Stern John 19' 22' 59' 84' David Nakhid 41' 50' Irasto Knights 76' 88' |       |          | Hasely Crawford Stadium Port of Spain, Trinidad en Tobago |

|              | |       |                      |                                                           |
| 26 juli 1998 | Antigua en Barbuda                                                                                   | 5 – 1 | Martinique           | Hasely Crawford Stadium Port of Spain, Trinidad en Tobago |
| 26 juli 1998 | Deon Greenaway 17' Derrick Edwards 42' Winston Roberts 49' Quentin Clarke 60' Garfield Gonsalves 89' |       | Thierry Fondelot 18' | Hasely Crawford Stadium Port of Spain, Trinidad en Tobago |

### Groep B
| Team                 | Gsp | W | G | V | DV | DT | DS | Ptn |
| -------------------- | --- | - | - | - | -- | -- | -- | --- |
| Jamaica              | 3   | 3 | 0 | 0 | 9  | 3  | +6 | 9   |
| Haïti                | 3   | 2 | 0 | 1 | 6  | 2  | +4 | 6   |
| Kaaimaneilanden      | 3   | 1 | 0 | 2 | 2  | 5  | –3 | 3   |
| Nederlandse Antillen | 3   | 0 | 0 | 3 | 2  | 9  | –7 | 0   |

|              |                                                                |       |                 |                                     |
| 22 juli 1998 | Jamaica                                                        | 4 – 0 | Kaaimaneilanden | National Stadium Kingston (Jamaica) |
| 22 juli 1998 | Ian Goodison 17' Ricardo Gardner 70' Theodore Whitmore 76' 86' |       |                 | National Stadium Kingston (Jamaica) |

|              |                                                                                   |       |                      |                                     |
| 22 juli 1998 | Haïti                                                                             | 4 – 0 | Nederlandse Antillen | National Stadium Kingston (Jamaica) |
| 22 juli 1998 | Jean Robert Menelas 42' Jean Bernard Fleurial 70' Jean Rolen Dartiquenave 82' 87' |       |                      | National Stadium Kingston (Jamaica) |

|              |                                                |       |                                       |                                     |
| 24 juli 1998 | Jamaica                                        | 3 – 2 | Nederlandse Antillen                  | National Stadium Kingston (Jamaica) |
| 24 juli 1998 | Oneni Lowe 1' Ian Goodison 40' Walter Boyd 88' |       | Ranties Rosina 34' Rulien Martjin 90' | National Stadium Kingston (Jamaica) |

|              |                       |       |                 |                                     |
| 24 juli 1998 | Haïti                 | 1 – 0 | Kaaimaneilanden | National Stadium Kingston (Jamaica) |
| 24 juli 1998 | Jean Bernard Fleurial |       |                 | National Stadium Kingston (Jamaica) |

|              |                                     |       |                      |                                     |
| 26 juli 1998 | Jamaica                             | 2 – 1 | Haïti                | National Stadium Kingston (Jamaica) |
| 26 juli 1998 | Ian Goodison 51' Oneil McDonald 83' |       | Wilfred Montilas 86' | National Stadium Kingston (Jamaica) |

|              |                               |       |                      |                        |
| 26 juli 1998 | Kaaimaneilanden               | 2 – 0 | Nederlandse Antillen | Saint Thomas (Jamaica) |
| 26 juli 1998 | Eric Brown 21' Lee Ramoon 45' |       |                      | Saint Thomas (Jamaica) |

## Knockoutfase
|  | halve finale                 | halve finale                 |   |                              | finale                       | finale |
|  |                              |                              |   |                              |                              |        |
|  | 29 juli – Trinidad en Tobago |                              |   |                              |                              |        |
|  | Jamaica                      | 1                            |   |                              |                              |        |
|  | Antigua en Barbuda           | 0                            |   |                              |                              |        |
|  |                              |                              |   |                              |                              |        |
|  |                              |                              |   |                              | 31 juli – Trinidad en Tobago |        |
|  |                              |                              |   |                              | Jamaica                      | 2      |
|  |                              | Trinidad en Tobago           | 1 |                              |                              |        |
|  |                              |                              |   |                              |                              |        |
|  |                              |                              |   |                              | derde plaats                 |        |
|  | 29 juli – Trinidad en Tobago | 29 juli – Trinidad en Tobago |   | 31 juli – Trinidad en Tobago | 31 juli – Trinidad en Tobago |        |
|  | Trinidad en Tobago           | 4                            |   | Haïti                        | 3                            |        |
|  | Haïti                        | 1                            |   |                              | Antigua en Barbuda           | 2      |

### Halve finale
|              |                 |       |                    |                    |
| 29 juli 1998 | Jamaica         | 1 – 0 | Antigua en Barbuda | Trinidad en Tobago |
| 29 juli 1998 | Oneni Lowe 110' |       |                    | Trinidad en Tobago |

|              |                                          |       |                |                    |
| 29 juli 1998 | Trinidad en Tobago                       | 4 – 1 | Haïti          | Trinidad en Tobago |
| 29 juli 1998 | Stern John 1' 60' Irasto Knights 15' 42' |       | Eddy Cesar 85' | Trinidad en Tobago |

### Troostfinale
|              |                                                                        |       |                                             |                    |
| 31 juli 1998 | Haïti                                                                  | 3 – 2 | Antigua en Barbuda                          | Trinidad en Tobago |
| 31 juli 1998 | Jean Bernard Fleurial 72' Jean Robert Menelas 27' Abrahim Mackenzy 71' |       | Vaughn Christopher 53' Ranjae Christian 58' | Trinidad en Tobago |

### Finale
|              |                                   |       |                    |                    |
| 31 juli 1998 | Jamaica                           | 2 – 1 | Trinidad en Tobago | Trinidad en Tobago |
| 31 juli 1998 | Oneil McDonald 6' Dean Sewell 34' |       | Stern John 48'     | Trinidad en Tobago |

| Kampioen Caribbean Cup 1998 |
| --------------------------- |
|                             |
| JAMAICA 2e titel            |